# رادووسیتسه
رادووسیتسه (به چکی: Radovesice) یک منطقهٔ مسکونی در جمهوری چک است که در ناحیه لیتومیریتسه واقع شده‌است. رادووسیتسه ۵٫۰۹ کیلومتر مربع مساحت و ۴۴۰ نفر جمعیت دارد و ۱۶۸ متر بالاتر از سطح دریا واقع شده‌است.